# Presse écrite en Bolivie
Cet article traite de la presse écrite en Bolivie.

## Titres de presse
- Correo del Sur (Sucre)
- El Cambio (National)
- El Deber (Santa Cruz de la Sierra)
- El Diario (La Paz)
- El Juguete rabioso
- La Estrella de Oriente (Santa Cruz de la Sierra)
- Jornada (La Paz)
- El Mundo (Santa Cruz de la Sierra)
- El Día (Santa Cruz de la Sierra)
- Nuevo Sur (Tarija)
- Opinión (Cochabamba)
- El País (Tarija)
- La Patria (Oruro)
- El Potosí (Potosí)
- La Prensa (La Paz)
- La Razón (La Paz)
- Los Tiempos (Cochabamba)
- La Palabra (Beni)